# Complemento a 9
El complemento a 9, o sea a la base-1, se usa para representar números negativos. De esta forma, una resta se puede transformar en una suma:
*Lo que está entre paréntesis es la representación del sustraendo en C-9.
Para transformar un número en C-9 debe reemplazarse cada dígito por lo que le falta para llegar a 9. Por ejemplo:
- 385 → 614: 614 es el C-9 de 385, el 614 es la representación del –385

Se debe recordar que a la izquierda de un número convencional podemos poner ceros, en el caso de C-9 debemos poner nueves así:
- 00385 → 99614

Si en el resultado de la suma aparece un acarreo, éste se debe sumar al resultado y si aparecen nueves, eso indica que el resultado es negativo y debe ser complementado para obtener el resultado final:
| - 123 – 67 = 56 | 123 + 932 = 1055 (existe acarreo = 1) |  |

- 1 + 055 = 056 (resultado)

| - 145 – 234 = –89 | 00145 + 99765 = 99910 (no hay acarreo, el resultado es negativo) |  |

- Datos: Q5780011